# Carlos de Lorena (1567-1607)
Carlos de Lorena (Nancy, 1º de julho de 1567 - Nancy, 24 de novembro de 1607) foi um cardeal do século XVII

## Biografia
Nasceu em Nancy em 1º de julho de 1567, às 7h. Segundo dos nove filhos do duque Carlos III "le Grand" de Lorraine e da princesa Claude da França, filha do rei Henrique II da França. Os outros irmãos eram Henri II "le Bon" (duque de Lorena), Francisco II (duque de Lorena), Chrétienne, Antoinette, Anne, Catherine (abadessa de Remiremont), Elizabeth e Claude. O duque Carlos III também teve um filho ilegítimo, Carlos de Remoncourt (abade de Luneville e Senones). Sobrinho-neto do cardeal Jean de Lorraine (1518). Sobrinho do cardeal Charles de Lorraine de Vaudémont (1578). Tio do cardeal Nicolau II da Lorena (1626). Ele também está listado como Carlo di Lorena; como Karl von Lothringen; e como Carolus de Lotharingia.
Canon dos capítulos da catedral de Trier, Colônia, Mainz e Strassbourg. Abade commendatario de Gorze, Clairlieu, Saint Mihiel, Saint Vincent em Metz e Saint-Victor em Paris..
Eleito bispo de Metz, 18 de julho de 1578. Consagrado (nenhuma informação encontrada)..
Criado cardeal diácono no consistório de 20 de dezembro de 1589. Não participou do primeiro conclave de 1590 , que elegeu o Papa Urbano VII. Não participou do segundo conclave de 1590 , que elegeu o Papa Gregório XIV. Recebeu o gorro vermelho e a diaconia de S. Ágata em Suburra, a 5 de abril de 1591. Não participou do conclave de 1591, que elegeu o Papa Inocêncio IX. Não participou do conclave de 1592, que elegeu o Papa Clemente VIII. Legado da Santa Sé nos ducados de Lorraine e Bar e nos Trois Evêchés, Metz, Toul e Verdun, 1591-1607. Bispo eleito de Strassbourg por seu capítulo da catedral católica, 9 de junho de 1592; confirmado pelo papa como administrador em 1º de julho de 1592; o capítulo luterano elegeu Johann Georg von Brandenburg como administrador; seguiu-se uma luta armada pelo controle da diocese e continuou até 1604, quando o eleitor de Brandemburgo desistiu e o cardeal se tornou o único e legítimo bispo reconhecido por ambos os capítulos. Não participou do conclave de março de 1605, que elegeu o Papa Leão XI. Não participou do conclave de maio de 1605, que elegeu o Papa Paulo V. Apesar de todas as vicissitudes, conseguiu implementar as reformas mandatadas pelo Concílio de Trento em suas duas dioceses..
Morreu em Nancy em 24 de novembro de 1607, às 6 da manhã, de uma dolorosa doença na coluna que sofria desde os 25 anos. Enterrado na Primatialkirche de Nancy, mais tarde sua catedral..